# Легкошкур, Фёдор Антонович
Фёдор Антонович Легкошкур (2 апреля 1919, Хорошее, Екатеринославская губерния — 21 июля 1996, Обнинск, Калужская область) — старший сержант, ворошиловский стрелок, участник Великой Отечественной войны, участник исторического Парада Победы на Красной площади 24 июня 1945 года, бросивший лейбштандарт 1-й танковой дивизии СС «Лейбштандарт Адольф Гитлер» к Мавзолею Ленина.

## Биография
Родился в селе Хорошее Хорошевской волости Павлоградского уезда Екатеринославской губернии (ныне село входит в состав Петропавловского района Днепропетровской области). Призван в РККА в 1939 году. Воевал на Кавказе и Кубани в дивизии под командованием полковника М. Е. Микрюкова; был дважды ранен, контужен.

Бои за освобождение захваченных врагом территорий шли жестокие. На так называемой «Голубой линии» полегла почти вся дивизия. Третий батальон несколько дней брал высоту 121,4. Взвод Легкошкура насчитывал под конец шесть человек, он чудом остался жив.

В 1943 году после переформирования в Ставрополе Легкошкур получил назначение в дивизию имени Дзержинского. Отныне ему предстояло охранять здания ЦК ВКП(б) и НКВД.
Уволился в запас в 1947 году. В 1961 году семья Легкошкура переехала в Обнинск, где  он работал на предприятиях ГНЦ РФ ФЭИ и НПП «Технология». Умер 21 июля 1996 года, похоронен на Кончаловском кладбище.

## Парад Победы

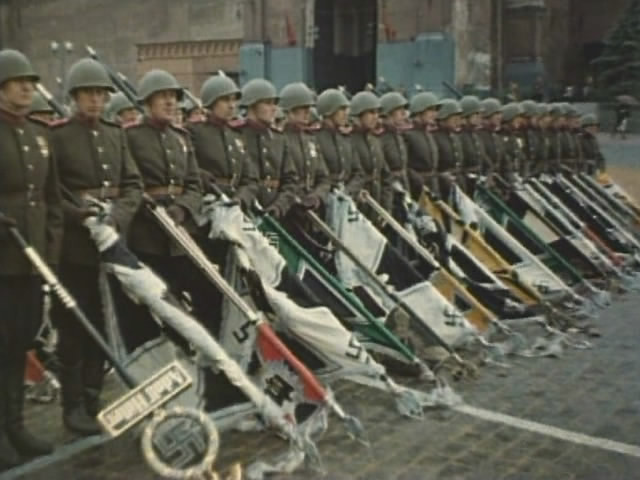
Легкошкур крайний слева

На Параде Победы сводному батальону из двухсот солдат, которым командовал старший лейтенант Дмитрий Вовк (офицер 3-го мотострелкового полка Отдельной мотострелковой дивизии особого назначения внутренних войск НКВД имени Ф. Дзержинского), было предоставлено почётное право бросить знамёна поверженной Германии к подножию Мавзолея. Правофланговым был Фёдор Легкошкур. Он первым бросил штандарт 1-й танковой дивизии СС «Лейбштандарт СС Адольф Гитлер».
Этот снимок, сделанный фронтовым фотокорреспондентом Евгением Халдеем, обошёл все мировые издания и вошёл в учебники истории. А сам Легкошкур стал символом Победы.
К 40-летию Победы в газете «Правда» была опубликована статья «200 бросков» об именах и судьбах солдат особого батальона.

## Оценки и мнения
То, как это произошло — звучит как легенда. Через много лет после Парада Победы военный корреспондент Евгений Халдей в своих воспоминаниях рассказывал, как войска, которым предстояло участвовать в Параде, тренировались по ночам. Поначалу вместо фашистских знамён у них были обычные палки. И вот наступило утро 24 июня 1945 года. Солдат привезли на Красную площадь, построили и начали из автобуса вытаскивать настоящие знамёна и раздавать по одному. Когда очередь дошла до Легкошкура — ему достался личный фюреровский штандарт.
Как же он негодовал по этому поводу! «И в руки не возьму!» — упирался молодой боец. Даже к командиру с рапортом ходил — чтобы избежать «такого позора». Насилу уговорили: дескать, ты ж счастья своего не понимаешь — у остальных всего лишь флаги, а у тебя именной штандарт!
Была ли это скромность или брезгливость? Скорее, второе… «Он этот штандарт с таким выразительным и искренним остервенением швырнул!» — вспоминал потом Халдей.

Сам Легкошкур вспоминал:

Штандарт Гитлера, который я нёс, — тяжёлый. Он же из литья, древка-то почти нет. Надёжно, надолго было сделано. И с какой ненавистью к фашизму и гордостью за наш народ и армию, за Коммунистическую партию — вдохновителя и организатора нашей победы — я его пронёс по площади. А когда подошли к Мавзолею, я этот штандарт высоко поднял и с силой бросил оземь, чтобы разлетелся вдребезги. А вот в музее Советской армии, когда был, увидел: цел он, этот проклятый штандарт. И напоминает о том, что было… Хочу, чтобы никогда подобное не повторилось, чтобы становилась могущественней и краше наша страна.

…скромности Фёдору Антоновичу было не занимать. Простой работяга, после войны устроился плотником в ЖКУ Физико-энергетического института. Ходил себе на работу — никто и знать не знал, что имя его — синоним Победы. Да и жил скромно — даже льготами не пользовался и много лет стоял в очереди на квартиру. И беспартийным был…

## Память
24 июня 2010 года на Кончаловском кладбище состоялся митинг, посвящённый открытию нового памятника на могиле Ф. А. Легкошкура:

Никто и не знал, что такой человек, чья фотография с Парада облетела весь мир и до сих пор печатается в учебниках истории, живёт в Обнинске. Выяснилось это случайно. Потом опять забыли. Всеми забытый, упал в подъезде — сердце — и больше не встал.

В 2013 году в Обнинске на стене жилого дома по улице Комарова, 9, в котором жил Ф. А. Легкошкур, установлена памятная доска.